# Antonio Álvarez de Toledo y Beaumont
Antonio Álvarez de Toledo y Beaumont (1568-Nápoles, 29 de enero de 1639)  fue un noble y hombre de estado español. Fue V duque de Alba de Tormes, II duque consorte de Huéscar, VII marqués de Coria,  V conde de Salvatierra de Tormes, V conde de Piedrahíta, VI conde de Lerín y condestable de Navarra, X señor de Valdecorneja, grande de España, caballero de la Orden del Toisón de Oro, virrey de Nápoles y Mayordomo mayor del rey Felipe IV de España.

## Vida
Antonio Álvarez de Toledo fue hijo de Diego Álvarez de Toledo y Enríquez de Guzmán —hijo a su vez del III duque de Alba de Tormes, Fernando Álvarez de Toledo y Pimentel— y de Brianda de Beaumont. En 1599 Felipe III le concedió el Toisón de Oro.
Sucedió a su tío, Fadrique Álvarez de Toledo y Enríquez de Guzmán, IV duque de Alba de Tormes, cuyo único hijo murió antes que él.
En su cargo de virrey de Nápoles debió afrontar los comienzos de la guerra de la Valtelina y de la guerra entre el duque de Saboya y la república de Génova por el marquesado de Zucharello, las malas cosechas y carestía de 1624, los terremotos en marzo y abril de 1626, los ataques de los turcos contra las costas del reino de Nápoles y los constantes requerimientos económicos del Conde-Duque de Olivares.
En 1629 el rey le confirió el cargo de mayordomo mayor que, si bien era superior jerárquicamente al de Sumiller de Corps tenía muchísima menos influencia que éste ocupado a la sazón por el duque de Medina de las Torres.
Antonio Álvarez de Toledo fue mecenas del insigne escritor Lope de Vega, quien le dedicó al duque algunas de sus obras más conocidas como la Arcadia, en la que le incluyó como uno de sus personajes. Unos versos del poeta sirven para ilustrar su relación con la Casa de Alba:

Ya vuelvo querido Tormes

Ya tornan las ansías mías

A ver la pizarra helada

Que cubre mi muerte viva.

Castígame de esta ausencia

Que de adorarte me priva

Alba de mi sol difunto

Y noche de mi alegría.

Tú sola fuiste mi patria,

Y la que dejó enemiga

Porque no hay más tierra propia

Que toda esta tierra mía.

## Familia
Contrajo un primer matrimonio, según el, presionado por su tío Fernando, con Catalina Enríquez de Cabrera, hija de los duques de Alcalá de los Gazules. Después se casó con Mencía de Mendoza Enríquez de Cabrera (m. 30 de septiembre de 1619), hija del V duque del Infantado, Íñigo López de Mendoza. Este matrimonio no fue del agrado del rey Felipe II, probablemente porque el monarca quería «evitar un excesivo encumbramiento de la Casa de Toledo». De este matrimonio nacieron ocho hijos.
- Fernando Álvarez de Toledo y Mendoza, su sucesor en los títulos nobiliarios;[1]
- Alonso Antonio, I marqués de Villamagna en 1624;[1]
- María Álvarez de Toledo, esposa de Álvaro Pérez Osorio, IX marqués de Astorga;[1]
- Ana Álvarez de Toledo, casada con Antonio Enríquez de Ribera, II marqués de Villanueva del Río;[1]

y otras cuatro hijas; Luisa, Mencía, Brianda y María Álvarez de Toledo.

## Títulos nobiliarios y potestades
| Predecesor: Fadrique Álvarez de Toledo (tío) | Duque de Alba, Duque de Huéscar, Marqués de Coria 1583 - 1639 | Sucesor: Fernando Álvarez de Toledo y Mendoza     |
| Predecesor: Brianda de Beaumont (madre)      | Conde de Lerín, Condestable de Navarra 1588 - 1639            | Sucesor: Fernando Álvarez de Toledo y Mendoza     |
| Predecesor: Antonio Zapata y Cisneros        | Virrey de Nápoles Diciembre de 1622 - 16 de agosto de 1629    | Sucesor: Fernando Afán de Ribera, duque de Alcalá |